# イッツ・マジカル!
イッツ・マジカル!(It's Magical !)は東京ディズニーランド開園10周年に合わせて行われたショー。

## ストーリー
色を題材にし、ミッキーと悪の戦いを描いたショー。
ミッキーたちが作り出した色の世界を魔女マレフィセントが消し去る。
クライマックスシーンでは巨大なドラゴンが登場した。

## 出演キャラクター
- ミッキーマウス
- ミニーマウス
- ドナルドダック
- プルート
- チップとデール
- グーフィー
- マレフィセント
- ドラゴン

## 使用曲
- Join in
- It's magical

## 海外での公演
海外のディズニーパーク「エプコット」では、「Splashtacular」という名称で一部同様のショーが行われた。音源はほぼ同じだが、エンディングテーマの「ジョイン・イン」は一部歌詞が変更されている。